# Coenagrion pulchellum
L'azzurrina variabile (Coenagrion pulchellum (Vander Linden, 1825) è una libellula della famiglia Coenagrionidae.

## Distribuzione e habitat
Coenagrion pulchellum ha un areale euro-asiatico. In Italia è segnalata in quasi tutta la penisola (tranne le Marche e l'Abruzzo); assente in Sicilia e Sardegna.